# Hồng Ngài
Hồng Ngài là một xã thuộc huyện Bắc Yên, tỉnh Sơn La, Việt Nam.
Xã Hồng Ngài có diện tích 56,75 km², dân số năm 1999 là 2439 người, mật độ dân số đạt 43 người/km².